# 乔治·B·N·希尔
乔治·B·N·希尔（英語：George Birkbeck Norman Hill，1835年6月7日—1903年2月24日）是一位英国编辑和作家，塞缪尔·约翰逊的作品评论家，是莱昂纳多·E·希尔的父亲和奥斯汀·布拉德福德·希尔的祖父。